# トラヴァコ・シッコマーリオ
トラヴァコ・シッコマーリオ（伊: Travacò Siccomario）は、イタリア共和国ロンバルディア州パヴィーア県にある、人口約4,500人の基礎自治体（コムーネ）。

## 地理

### 位置・広がり

#### 隣接コムーネ
隣接するコムーネは以下の通り。
- カーヴァ・マナーラ
- リナローロ
- メッツァニーノ
- パヴィーア
- レーア
- サン・マルティーノ・シッコマーリオ
- ヴァッレ・サリンベーネ
- ヴェッルーア・ポー

### 気候分類・地震分類
気候分類では、zona E, 2619 GGに分類される。
また、イタリアの地震リスク階級 (it) では、zona 3 (sismicità bassa) に分類される
。

## 行政

### 分離集落
トラヴァコ・シッコマーリオには、以下の分離集落（フラツィオーネ）がある。
- Battella, Bojocchi, Boschi, Boscone, Campolungo, Chiavica, Colombarone, Colonne, Costa Caroliana, Fornace, Frua, Maiolo, Marossa, Media, Mezzano Siccomario, Novella, Novello, Orologio, Rotta, Scotti, Trezzi, Valbona

## 姉妹都市
- Camaret-sur-Aigues、フランス